# Теодорувка-Кольонія
Теодорувка-Кольонія (пол. Teodorówka-Kolonia) — село в Польщі, у гміні Фрамполь Білґорайського повіту Люблінського воєводства.
Населення — 172 особи (2011).
У 1975-1998 роках село належало до Замойського воєводства.

## Демографія
Демографічна структура станом на 31 березня 2011 року:
|          | Загалом | Допрацездатний вік | Працездатний вік | Постпрацездатний вік |
| -------- | ------- | ------------------ | ---------------- | -------------------- |
| Чоловіки | 95      | 17                 | 54               | 24                   |
| Жінки    | 77      | 11                 | 35               | 31                   |
| Разом    | 172     | 28                 | 89               | 55                   |